# Monasterio de San Sava (Melitópol)
El monasterio de San Sava (en ucraniano: Монастир святого Савви Освященного) es un monasterio ortodoxa ucraniana de hombres en Melitópol en el óblast de Zaporiyia, Ucrania.  

## Historia
Hasta 1953 existió un cementerio en el actual territorio del monasterio. El 29 de mayo de 1953 se cerró debido al llenado del cementerio.
El templo fue fundado en 1995 y se convirtió en el primer monasterio de la eparquía de Zaporiyia y Melitópol. En septiembre de 2022, cuando se celebraron los referéndums de anexión a Rusia en los territorios ocupados de Ucrania, los monjes participaron en el llamado "referéndum" y también entregaron su monasterio a los ocupantes rusos para la organización de este pseudoreferéndum.En diciembre de 2022 se impusieron sanciones personales por un período de cinco años contra el director del monasterio, Oleksandr Prokopenko, y otras seis figuras del monasterio.

## Arquitectura
A principios de 2002 se decidió ampliar la iglesia del monasterio y los hermanos comenzaron a construir una nueva iglesia alrededor de la antigua y en 2009 se construyó en el monasterio un hotel para peregrinos.